# No. 2 (album)
No. 2 (ook wel Kin Ping Meh II genoemd) is het tweede studioalbum van de Duitse rockband Kin Ping Meh. Het werd, evenals het voorgaande album Kin Ping Meh, geproduceerd door Frank Dostal en Achim Reichel. De muziek werd opgenomen in de Windrose-Dumont-Times Studios te Hamburg en Conny Plank was opnieuw geluidstechnicus van dienst. In het liedje "Very Long Ago" bespeelt Erich Doll (later van Truck Stop) de banjo. Kin Ping Meh vertolkte op dit album het Beatles-lied "Come Together", gevolgd door een improvisatie met onder anderen doedelzakspeler Dieter Kuhlmann. No. 2 werd in 1972 voor het eerst uitgegeven en in 1998 werd een cd-versie met twee bonusnummers uitgebracht door Repertoire Records.

## Tracklist
| Nr. | Titel                      | Schrijver(s)               | Duur |
| --- | -------------------------- | -------------------------- | ---- |
| 1.  | Come Down to the Riverside | Werner Stephan, Uli Gross  | 3:13 |
| 2.  | Don't Force Your Horse     | Michael Gassenmeier, Gross | 3:46 |
| 3.  | Come Together              | Lennon-McCartney           | 6:00 |
| 4.  | Together Jam               |                            | 4:55 |

| Nr. | Titel           | Schrijver(s)                | Duur |
| --- | --------------- | --------------------------- | ---- |
| 5.  | Livable Ways    | Frank Dostal, Gross         | 8:00 |
| 6.  | Day Dreams      | Gassenmeier, Gross, Stephan | 7:56 |
| 7.  | Very Long Ago   | Willie Wagner               | 2:54 |
| 8.  | I Wonna Be Lazy | Achim Reichel, Dostal       | 2:58 |

| Nr. | Titel                   | Duur |
| --- | ----------------------- | ---- |
| 9.  | Sometime (singleversie) | 4:33 |
| 10. | Sunday Morning Eve      | 3:58 |

## Bezetting
- Uli Gross - elektrische gitaar
- Torsten Herzog - basgitaar, zang
- Gerhard Mrozeck - gitaar
- Frieder Schmitt - orgel, (elektronische) piano, Mellotron 400, zang
- Werner Stephan - gitaar, zang, percussie
- Kalle Weber - drums, percussie
- Willie Wagner - gitaar, zang